# جامعة دلهي
جامعة دلهي تعد واحدة من الجامعات ال16 الأساسية في الهند والتي ارتبط اسمها بالمعايير العالية في الدراسات والبحث وجذب المواهب السامية إلى كلياتها. أُسِّسَت في عام 1922 بقرار من الجمعية التشريعية المركزية الهندية

## توسيع الجامعة
نظرا لازدياد أعداد الطلاب وللنظرة التوسعية للجامعة، قررت الجامعة في سبعينات القرن الماضي تغيير النمط الإداري للجامعة بناء على نظرية انتشار الحرم الجامعي في مواقع مختلفة من دلهي مع الاستمرار في تدريس معظم التخصصات في كل الكليات ماعدا التخصصية منها:-
- اتخذت الجامعة موقعا لها لإنشاء الحرم الجامعي في جنوب دلهي لطلاب ما بعد التخرج في عام 1973 وذلك في تخصصات الفنون والعلوم الاجتماعية وكان ذلك في مباني مؤجرة، ثم قامت الجامعة بشراء أرض والانتقال إليها مع الهيكل التعليمي والإداري وذلك في عام 1983.
- اتخذت الجامعة موقعا لحرمها الجامعي الثاني في شرق دلهي، وخصصته لكلية العلوم الطبية وتخصصاتها الفرعية.
- اتخذت الجامعة موقعا ثالثا لحرمها الجامعي في غرب دلهي وادخرته لتخصصات الهندسة والتكنولوجيا.
- كما أن للجامعة حرم آخر في شمال دلهي لتدريس جميع التخصصات.
- قامت الجامعة باتخاذ مباني لها في جميع ارجاء دلهي واسمتها كليات، يبلغ عددها 79 وتدرس جميع التخصصات لدرجات البكالوريوس والماجستير والدكتوراه.
- كما يوجد للجامعة ستة مراكز ابحاث للدراسات المتقدمة في علوم الفيزياء، علوم الكيمياء، علم النبات، علم الحيوان، علم الاقتصاد وعلم الاجتماع.
- عدا عن مكتبات الجامعة الرئيسية، تم إنشاء 16 مكتبة اضافية.
- يوجد لدى الجامعة أيضا مركزا للعلوم المختبرية تستخدمه لجميع التخصصات، كما تستخدمه مختلف المؤسسات من دلهي وغيرها.
- تقدم الجامعة خدمات الدراسة بالانتساب في معظم التخصصات

## تخصصات الجامعة وفروعها

### العلوم
- علم الكيمياء الزراعية ومكافحة الحشرات
- علم الاجناس البشرية
- علم النبات
- علم الكيمياء
- علم البيئة
- علم الجيولوجيا
- العلوم المنزلية
- الرعاية والمشاتل
- صيدلة
- علم الفيزياء
- علم الحيوان

### الآداب
- لغة عربية
- لغة إنجليزية
- لغة فارسية
- لغة اوردية
- لغة بنجابية
- لغة سنسكريتية
- لغة هندية
- الدراسات البوذية
- الدراسات الألمانية والعاطفية
- علم المكتبات والمعلومات
- علم اللغات
- الأدب واللغات الهندية الحديثة
- فلسفة
- العلوم السياسية
- علم نفس

### العلوم الاجتماعية
- العلوم البالغة والتعليم المستمر
- الدراسات الأفريقية
- دراسات شرق آسيا
- الاقتصاد
- جغرافيا
- تاريخ
- الدراسات السلوفينية والفنلندية
- العمل الاجتماعي
- علم الاجتماع

### العلوم الرياضية
- علوم حاسوب
- رياضيات
- البحث العملي
- الإحصاء

### القانون
- القانون

### الموسيقى والفنون الجميلة
- موسيقى
- فنون جميلة

### التكنولوجيا
- التكنولوجيا

### التجارة والاعمال
- التجارة
- علوم مالية

### علوم ادارية
- علوم إدارية

### المعرفة والعلوم التطبيقية
- فيزياء حيوية
- كيمياء حيوية
- علوم إلكترونية
- علم الوراثة
- علم الأحياء الجزيئي
- الرياضة والعلوم الجسدية
- علوم زراعة الاعضاء الحيوية

### العلوم الطبية
- علم التخدير والعناية الحرجة
- علم التشريح
- الطب الاجتماعي
- طب الامراض الجلدية
- الطب الجنائي
- الكيمياء العضوية الطبية
- طب الاعضاء الدقيقة
- طب عام
- طب النساء والتوليد
- طب العيون
- طب التجبير
- طب الأنف والأذن والحنجرة
- طب الأطفال
- علم الأمراض
- صيدلة
- علم وظائف الاعضاء
- طب نفسي
- الاشعة
- الجراحة
- السل والامراض التنفسية

## مراكز أبحاث الجامعة
- مركز ابحاث الاقتصاد الزراعي
- مركز ابحاث الإدارة البيئية وعجز النظام البيئي
- مركز ابحاث الدراسات البيئية للجبال والتلال
- مركز ابحاث تطوير التعليم العالي
- مركز ابحاث العلوم والاتصالات
- مركز ابحاث الدول النامية
- مركز الدكتور امبيدكار للابحاث الطبية العضوية
- مركز ابحاث تطوير الدراسات النسائية.